# دوبيران عليا
دوبيران عليا (بالفارسية: دوبیران علیا) هي قرية تقع في Sarab Rural District في إيران. يقدر عدد سكانها بـ 883 نسمة بحسب إحصاء 2016.